# Pura Barat
Pura Barat is een bestuurslaag in het regentschap Alor van de provincie Oost-Nusa Tenggara, Indonesië. Pura Barat telt 756 inwoners (volkstelling 2010).